# Лабиринт любви
«Лабиринт любви» (исп. El labirinto de amor) — комедия испанского писателя Мигеля де Сервантеса, опубликованная в 1615 году в составе сборника «Восемь комедий и восемь интермедий, новых, ни разу не представленных на сцене». Время её написания неизвестно.
Исследователи находят в пьесе мотивы, восходящие к роману Хорхе де Монтемайора «Диана» (лабиринт любви), к «Неистовому Роланду» Лодовико Ариосто (несправедливо обвинённая девушка). Мотив переодевания сближает «Лабиринт любви» с «Двенадцатой ночью» Уильяма Шекспира.
Время написания пьесы неизвестно. Разные исследователи предположительно датируют «Лабиринт любви» 1589, 1602, 1612, 1614 годами. Существует мнение, что это переделка комедии «Запутанная», которую Сервантес упоминает в «Путешествии на Парнас».